# Syndikale Kommissie
De Syndikale Kommissie (Frans: Commission Syndicale) was een Belgische vakbond en een van de voorlopers van het Algemeen Belgisch Vakverbond (ABVV). Ze werd opgericht op 11 april 1898 te Verviers, naar aanleiding van de wet van 31 maart 1898 die de beroepsverenigingen in een legale sfeer plaatste.

## Geschiedenis

### Oprichting
Het eerste congres, onder voorzitterschap van Edward Anseele en Alfred Defuisseaux, vond plaats tijdens de kerstperiode van 1899. Het congres werd bijgewoond door afgevaardigden van 183 vakbonden en tal van politieke groepen, steunfondsen en coöperaties. Op de agenda stonden naast de interne organisatie, de 8-urendag en het arbeiderspensioen.
Na één jaar activiteit telde de organisatie reeds een ledenaantal van 13.700 en in 1901 waren het er reeds 31.000. 1902 bracht echter een fikse daling. Dit had twee oorzaken, enerzijds de mislukte staking van 1902 voor het algemeen stemrecht en anderzijds waren de meeste arbeiders eerder geneigd met hun weinige centen de ziekenfondsen te steunen, dan de vakbeweging.
De Syndikale Kommissie had aanvankelijk een moeilijke verhouding met de vele onafhankelijk vakbonden. Hierin komt verandering in 1907 door het aanpassen van de statuten van de commissie, het aanleggen van een reservefonds (voor hulpverlening bij onvoorziene omstandigheden) en een weerstandskas (deze voorzag steun bij lang aanslepende conflicten). Dankzij deze maatregelen en hervormingen groeide het ledenaantal tot 130.000 aan de vooravond van de Eerste Wereldoorlog.

### Wereldoorlog I
De oorlogsjaren waren voor de syndicaten een moeilijke periode door de sluiting van talloze fabrieken. Dankzij steun van Britse en Nederlandse geestesgenoten en het engagement van de syndicalisten in het door Emile Francqui en Ernest Solvay opgerichte Nationaal Hulp- en Voedingscomité, maakt de Syndikale Kommissie zich stilaan "incontournable". In 1914 leidt dit tot het recht om via eigen structuren werkloosheidsuitkering te organiseren, ondanks hun aanhoudende protesten bij de Duitse bezetter tegen de deportaties en dwangarbeid.

### Interbellum
Na de grote wereldbrand stonden de sociale problemen - 700.000 werklozen en ± 2 miljoen bijstandsgerechtigden - terug volop op de agenda van de syndikale commissie. Daar het patronaat geen aanstalten maakte toe te geven aan de arbeiderseisen, brak in 1919 de ene staking na de andere uit. Onder impuls van koning Albert I werd het algemeen stemrecht (voor mannen) goedgekeurd, wat leidde tot het einde van de hegemonie van de Katholieke Partij bij de verkiezingen van november 1919 en de opname van de Belgische Werkliedenpartij (BWP) in de regering.
Na deze gebeurtenis stapelen de syndicale successen zich op: de officialisering van de werkloosheidssteun in 1919, de creatie van overlegstructuren in bedrijven en de erkenning van de vakbonden als representatieve gesprekspartner. De arbeidsduurvermindering met de 8-urendag en 48-urenweek (14 juni 1921), de totale aanpassing van artikel 310 van het strafwetboek (omtrent de vrijheid van vereniging) en de aanpassing van de lonen aan de levensduurte (indexkoppeling) datzelfde jaar. Het aantal socialistische gesyndicaliseerden steeg in deze periode tot bijna 690.000 leden.

### Crash van Wall Street
Vanaf 1921 werden de vakbonden in een defensieve positie gedrongen. Het accent van de syndicale actie verschoof dan ook naar het behoud van de verworvenheden, met in het bijzonder de bescherming van de lonen. Aanvankelijk konden zowel de koopkracht als het welvaartspeil dankzij de collectieve arbeidsovereenkomsten (C.A.O.) en paritaire comités. De crash van Wall Street in 1929 lokt echter een golf van loonafbraak uit en de werkloosheidsgraad steeg opnieuw naar vooroorlogse proporties. Naar aanleiding hiervan breekt, onder invloed van de communistische vleugel, een bloedige algemene staking (1932) uit in de Waalse steenkoolbekkens die zich al snel over het ganse land verspreiden. Deze staking dwingt de regering tot eindelijk een einde te maken aan haar beleid van loonafbraak.

### Vooravond van Wereldoorlog II
Hoewel er in 1935 een voorzichtige heropleving van de economie merkbaar was en er gedeelten van het Plan van de Arbeid door toedoen van de BWP in het regeerprogramma werden opgenomen bleven nieuwe realisaties uit. Door o.a. het feit dat de loonstijgingen niet in staat waren de inflatie te volgen, steeg de ontevredenheid onder de bevolking. Dit had de verkiezingsoverwinning, bij de wetgevende verkiezingen van mei 1936, van het extreemrechtse Rex van Léon Degrelle tot gevolg.
Een bedrijfsbezetting, mogelijks geïnspireerd door het Front Populaire in Frankrijk, brak in juni van datzelfde jaar uit. Ze begon bij de Antwerpse dokwerkers, en werd al snel gevolgd door de Luikse mijnwerkers en deinde alzo snel uit tot een algemene interprofessionele staking in het ganse land. De Syndikale Kommissie diende hierop een eisenplatform bij de regering in met vier pijlers. Deze waren aanpassing van de lonen, wettelijke waarborgen voor de arbeidersvrijheid, betaald verlof en de 40-uren werkweek. De eerste drie werden al snel ingewilligd, uitgebreid met een aanpassing van de kinderbijslagen. De 40-uren week volgde kort daarop, maar de toepassing werd verhinderd door het dreigende oorlogsgevaar.
Op 5 december 1937 werd op een buitengewoon congres besloten, dat de structuur van de Syndikale Kommissie niet meer beantwoordde aan de eisen van een moderne vakbond. Voortaan zou er geopereerd worden onder de naam Belgisch Vakverbond (BVV).

## Structuur

### Bestuur
| Tijdspanne  | Voorzitter          |
| ----------- | ------------------- |
| 1911 - 1930 | Jules Solau         |
| 1930 - 1931 | Jean Baeck          |
| 1931 - 1937 | Edward De Vlaemynck |

| Tijdspanne  | Algemeen secretaris |
| ----------- | ------------------- |
| 1921 - 1937 | Corneel Mertens     |